# Forever (álbum de GusGus)
Forever es el sexto álbum de estudio del grupo islandés de música electrónica GusGus, fue lanzado el 23 de febrero de 2007 por el sello Pineapple. Una versión de edición limitada del álbum también incluye un disco extra con pistas adicionales con lados B, remixes, y una entrevista.

## Lista de canciones
| N.º | Título                               | Duración |  |
| 1.  | «Degeneration»                       | 4:13     |  |
| 2.  | «You’ll Never Change»                | 4:54     |  |
| 3.  | «Hold You»                           | 7:25     |  |
| 4.  | «Need In Me»                         | 7:41     |  |
| 5.  | «Lust»                               | 5:04     |  |
| 6.  | «If You Don't Jump (You're English)» | 6:36     |  |
| 7.  | «Forever»                            | 4:04     |  |
| 8.  | «Sweet Smoke»                        | 4:09     |  |
| 9.  | «Porn»                               | 5:44     |  |
| 10. | «Demo 54»                            | 7:07     |  |
| 11. | «Moss»                               | 7:18     |  |
| 12. | «Mallflowers»                        | 9:21     |  |

- "Mallflowers", "Need in Me", "Lust", "Porn" and "Demo 54", son versiones remixadas o prácticamente reescritas de canciones que han aparecido en EPs anteriores.
- Crédito a Mr. Scruff por su influencia en la canción "Sweet Smoke". El cual también tiene una canción llamada "Sweet Smoke" en su álbum "Trouser Jazz".[2]

### Disco extra
| N.º | Título                                   | Duración |  |
| 1.  | «Hold You» (Hermigervil's RMX)           | 5:52     |  |
| 2.  | «He's So Hot»                            | 5:08     |  |
| 3.  | «Lust» (En vivo en Vienna)               | 10:53    |  |
| 4.  | «Moss» (Tim Deluxe Remix)                | 9:21     |  |
| 5.  | «Need in Detroit»                        | 4:04     |  |
| 6.  | «Need in Me» (President's Wildpitz edit) | 6:28     |  |
| 7.  | «Moss» (Greg Churchill RMX)              | 6:54     |  |
| 8.  | «GUSGUS Late Night» (Entrevista)         | 2:30     |  |